# Chiara Schoras

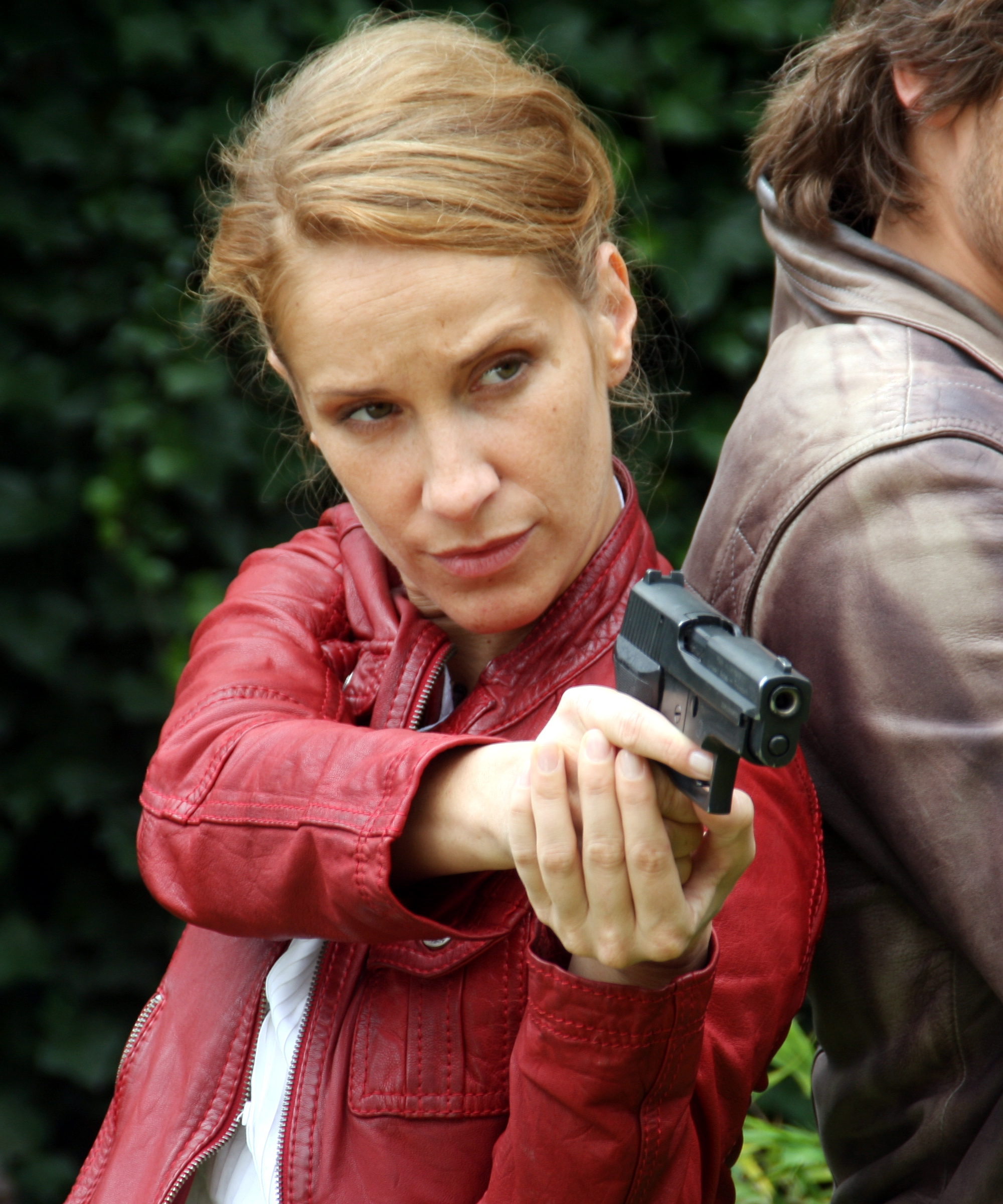
Chiara Schoras als Kriminaloberkommissarin Leonie Bongartz in der Krimiserie Countdown – Die Jagd beginnt

Chiara Schoras (* 26. September 1975 in Elmshorn, Schleswig-Holstein) ist eine deutsche Schauspielerin. Bekannt wurde sie vor allem durch ihre Rollen in den Fernsehserien Alphateam – Die Lebensretter im OP und girl friends – Freundschaft mit Herz. Ihren Durchbruch beim Film hatte Schoras 2002 in Zoltan Spirandellis Kinoproduktion Vaya con Dios. Weitere Bekanntheit erlangte sie als Commissaria Sonja Schwarz in der ARD-Krimireihe Der Bozen-Krimi. In ihrer künstlerischen Laufbahn trat sie bislang in über 60 Film- und Fernsehproduktionen vor die Kamera.

## Leben

### Familie und Privates
Chiara Schoras ist die Tochter einer Italienerin und eines Deutschen. Aus einer Liaison mit dem Moderator Nilz Bokelberg, den sie 1999 während der Dreharbeiten des deutsch-australischen Thrillers Die Millennium-Katastrophe – Computer-Crash 2000 kennenlernte, entstammt eine Tochter (* 2001). Schoras lebt in Berlin.

### Ausbildung und Theater
Bereits im Alter von dreieinhalb Jahren nahm Schoras ihren ersten Ballettunterricht. Sie studierte Tanz, Gesang und Schauspiel am Centro di Danza Balletto di Roma. Ihr Mentor Franco Miseria, der künstlerische Leiter der Schule, erkannte ihre vielfältigen Begabungen in allen drei darstellenden Künsten und förderte diese. Während des Studiums wurde Schoras sowohl von deutschen als auch italienischen Produzenten entdeckt, spielte unmittelbar nach dem Abschluss ihre ersten Filmrollen und erhielt ein erstes Theaterengagement in Hamburg. Weitere Bühnenstationen wurden für sie die Städtischen Bühnen Münster sowie das Schauspiel Essen. Am Theater am Kurfürstendamm verkörperte sie in der Spielzeit 2013/14 die „Bella“ in der Bühneninszenierung Eine ganz normale Familie nach Neil Simon unter der Regie von Andreas Schmidt.

### Film und Fernsehen
Ihr Debüt vor der Kamera gab Schoras 1995 in Francesco Nutis OcchioPinocchio. 1996 erhielt sie ihre erste durchgehende Serienrolle als Lernschwester Katja Burdenskiin in der Sat.1-Krankenhausserie Alphateam – Die Lebensretter im OP, die sie bis 1998 60 Folgen lang verkörperte. Im Mai 1997 ließ sie sich, inklusive Coverauftritt, für die Zeitschrift Max fotografieren. Von 1997 bis 1998 war sie als Countryhotelarbeiterin Katja Harms in der ZDF-Dramaserie girl friends – Freundschaft mit Herz um Walter Sittler und Mariele Millowitsch zu sehen. Zudem war sie in der dreiteiligen ZDF-Reihe Einfach Klasse! als Gymnasialschülerin Laura Gregorius neben Heio von Stetten, Catherine Flemming und Oliver Korittke zu sehen. 1999 spielte sie die Maria an der Seite von Jürgen Prochnow  und Gudrun Landgrebe in dem deutsch-australischen Thriller Die Millennium-Katastrophe – Computer-Crash 2000.
Peter Bogdanovich besetzte sie 2001 in dessen Film The Cat’s Meow in der Rolle der Celia als einzige deutsche Schauspielerin. Sie spielt, tanzt und singt im Film die Titel Ain't We Got Fun und I'm Just Wild About Harry (beide Titel wurden 1921 erstveröffentlicht). Ihr endgültiger Durchbruch beim Film gelang ihr 2002 in Zoltan Spirandellis Kinoproduktion Vaya con Dios, für den sie auch den Titelsong aufnahm. Schoras’ Darstellung einer jungen Frau, die sowohl ihr eigenes Leben als auch das von drei Mönchen durcheinanderbringt, wurde im selben Jahr mit dem Bayerischen Filmpreis ausgezeichnet.
Von 2010 bis 2012 war Schoras an der Seite von Sebastian Ströbel in drei Staffeln der RTL-Fernsehserie Countdown – Die Jagd beginnt in der Hauptrolle als Kriminaloberkommissarin Leonie Bongartz zu sehen. In den Verfilmungen der Romane Rubinrot (2013) und Saphirblau (2014) aus der Buchreihe Liebe geht durch alle Zeiten von Kerstin Gier übernahm sie die Rolle der Margarete Tilney. 2014 agierte sie neben David Rott in dem ZDF-Herzkinofilm Ein Sommer in Ungarn in der Hauptrolle der auf einem Kreuzfahrtschiff arbeitenden Friseurin Doro. Seit 2015 spielt sie die Hauptrolle der Commissaria Sonja Schwarz in der ARD-Krimireihe Der Bozen-Krimi. 2016 wurde sie von Philipp Leinemann in der sechsteiligen Dramaserie Tempel an der Seite von Ken Duken als dessen im Rollstuhl sitzende Ehefrau Sandra Tempel besetzt. 2017 war sie die Mutter der von Mia Kasalo dargestellten 14-jährigen Protagonistin Carla Maybacher in der sechsteiligen Fernsehserie Das Pubertier. Eine ähnlich gelagerte Rolle übernahm sie 2022 an der Seite von Dieter Hallervorden in dem Fernsehfilm Oskar, das Schlitzohr und Fanny Supergirl, wo sie die Mutter der achtjährigen Fanny, die eine autistische Störung diagnostiziert bekommt, spielte.

## Filmografie

### Kino
- 1995: OcchioPinocchio
- 1999: Romantic Fighter
- 2000: Falling Rocks
- 2001: Honolulu
- 2001: The Cat’s Meow
- 2001: Giravolte
- 2002: Vaya con Dios
- 2006: Nichts als Gespenster
- 2007: Capri You Love?
- 2013: Rubinrot
- 2014: Saphirblau

### Fernsehen

#### Fernsehfilme
- 1999: Picknick im Schnee
- 1999: Racheengel – Stimme aus dem Dunkeln
- 1999: Die Millennium-Katastrophe – Computer-Crash 2000
- 2000: Neonnächte – Der U-Bahn-Schlitzer
- 2000: Tödliche Wildnis – Sie waren jung und mussten sterben
- 2002: Das Geheimnis meiner Mutter
- 2003: Nachts wenn der Tag beginnt
- 2003: Die Eltern der Braut
- 2005: Was Sie schon immer über Singles wissen wollten
- 2006: Das Glück klopft an die Tür
- 2006: Meine Tochter, mein Leben
- 2007: Fast ein Volltreffer
- 2008: Der Hochzeitswalzer
- 2010: Tulpen aus Amsterdam
- 2013: BlitzBlank
- 2014: Die Mütter-Mafia
- 2014: Ein Sommer in Ungarn
- 2014: Die Hochzeit meiner Schwester
- 2015: Die Müttermafia-Patin
- 2019: Mit der Tür ins Haus
- 2022: Horst Lichter – Keine Zeit für Arschlöcher
- 2022: Oskar, das Schlitzohr und Fanny Supergirl

#### Fernsehserien und -reihen
- 1996–1998: Alphateam – Die Lebensretter im OP (60 Folgen)
- 1997: Große Freiheit (Folge Buddy Holly – Rock 'n' Roll in den Tod)
- 1997: First Love – Die große Liebe (eine Folge)
- 1997–1998: girl friends – Freundschaft mit Herz (23 Folgen)
- 1999: Einfach Klasse! (3 Folgen)
- 1999: Stan Becker – Ein Mann, ein Wort
- 2002: Alicia (3 Folgen)
- 2003: Rosa Roth – Das leise Sterben des Kolibri
- 2004: Tatort: Nur ein Spiel
- 2007: Im Namen des Gesetzes (Folge Liebeskrank)
- 2007: Die ProSieben-Märchenstunde (Folge Aschenputtel – Für eine Handvoll Tauben)
- 2007: Die Spezialisten: Kripo Rhein-Main (Folge Das Versprechen)
- 2008: Deadline – Jede Sekunde zählt (Folge Blutspur)
- 2009: Tatort: Schwarzer Peter
- 2009: Kommissar LaBréa – Tod an der Bastille
- 2010–2012: Countdown – Die Jagd beginnt (24 Folgen)
- 2013: Danni Lowinski (Folge Alles Plastik)
- 2014: Der Kriminalist (Folge Auf Sand gebaut)
- 2014: Dr. Klein (Folge Ein neues Leben)
- 2015: Kommissar Dupin: Bretonisches Gold
- 2015: Nachtschicht – Wir sind alle keine Engel
- 2015: SOKO Stuttgart (Folge Frauenbier)
- seit 2015: Der Bozen-Krimi (als Sonja Schwarz)
  - 2015: Wer ohne Spuren geht
  - 2016: Das fünfte Gebot
  - 2016: Herz-Jesu-Blut
  - 2017: Am Abgrund
  - 2017: In der Falle
  - 2019: Leichte Beute
  - 2019: Falsches Spiel
  - 2019: Mörderisches Schweigen
  - 2019: Gegen die Zeit
  - 2020: Blutrache
  - 2020: Tödliche Stille
  - 2020: Zündstoff
  - 2021: Mord am Penser Joch
  - 2022: Verspieltes Glück
  - 2022: Vergeltung
  - 2022: Familienehre
  - 2023: Weichende Erben
  - 2023: Die Todsünde
  - 2024: Mein ist die Rache
  - 2024: Geheime Bruderschaft
- 2016: Tempel (6 Folgen)
- 2017: Das Pubertier (6 Folgen)
- 2019: Ein starkes Team: Tödliche Seilschaften
- 2023: Letzte Spur Berlin (Folge Nur eine Sekunde)

## Theater
- 2013: Eine ganz normale Familie von Neil Simon als Bella am Theater am Kurfürstendamm (Regie: Andreas Schmidt)

## Auszeichnungen
- 2002: Bayerischer Filmpreis in der Kategorie „Nachwuchsdarstellerpreis“ für Vaya con Dios